# Inta Kļimoviča
Inta Kļimoviča, född den 14 december 1951 i Riga, Lettland, är en sovjetisk friidrottare inom kortdistanslöpning.
Han tog OS-brons på 4 x 400 meter vid friidrottstävlingarna 1976 i Montréal. 